# Donskoj tabak
CJSC «Donskoy Tabak» (znani tudi kot «Don Tobacco», slovenjeno Donski tobak) je rusko podjetje za proizvodnjo cigaret in tobaka s sedežem v Rostovu na Donu v Rusiji. Je del mednarodnega podjetja za proizvodnjo cigaret Japan Tobacco. Od leta 2018 je bil Donskoy Tabak četrti največji proizvajalec cigaret v Rusiji. Proizvodnja tobačnih izdelkov se je razvila še v času carstva kot modna muha, posledica svetovne razstave na Dunaju in v Parizu. Rus Vasilij Asmolov je bil prvi podjetnik tobačne industrije v regiji, ob nacionalizaciji pa se je podjetje preimenovalo v tobačno tovarno Don. Po razpadu Sovjetske zveze je prevzel prej državno podjetje Ivan Savvidis in ga imenoval Donskoj Tabak. 
Podjetje ima težave z zdravstvenimi omejitvami tobačnih izdelkov in izbiro zunanjih gospodarskih partnerjev, ki bi povečali tržni delež. Po neuspešnem sodelovanju s kitajskim partnerjem sedaj sodelujejo z japonskim podjetjem. Leta 2010 so utrpeli afero, ker naj bi tržili tobačne izdelke med mladoletnimi. Vsaj zadnja leta se podpira trženje mehkih drog med mladoletnimi po načelu mrežnega marketinga, kar zaobide omejitve oglaševanja.